# Lenino (rejon aleksandro-newski)
Lenino (ros. Ленино) – wieś (sieło) w Rosji, w obwodzie riazańskim, w rejonie aleksandro-newskim. W 2010 liczyła 615 mieszkańców.